# Lukovo (Kratovo)

Lukovo - poloha v opštině Kratovo

Lukovo je malá vesnice na jihovýchodě opštiny Kratovo, v Severovýchodním regionu Severní Makedonie.

## Poloha, popis
Leží v horách Osogovská planina, v nadmořské výšce okolo 1 080 m. Od města Kratovo je po silnici vzdálena zhruba 10 km. V roce 2002 zde žili 4 lidé, převážně pravoslavní Makedonci.